# SP-317
A SP-317 é uma rodovia transversal do estado de São Paulo, administrada pelo Departamento de Estradas de Rodagem do Estado de São Paulo (DER-SP).

## Denominações
Recebe as seguintes denominações em seu trajeto:
Nome:	Maurício Antunes Ferraz, Professor, Rodovia
- De - até:	Ibitinga - Itápolis
- Legislação: LEI 3.074 DE 10/11/81

## Descrição
Principais pontos de passagem: SP 304 (Ibitinga) - Itápolis - SP 333

## Características

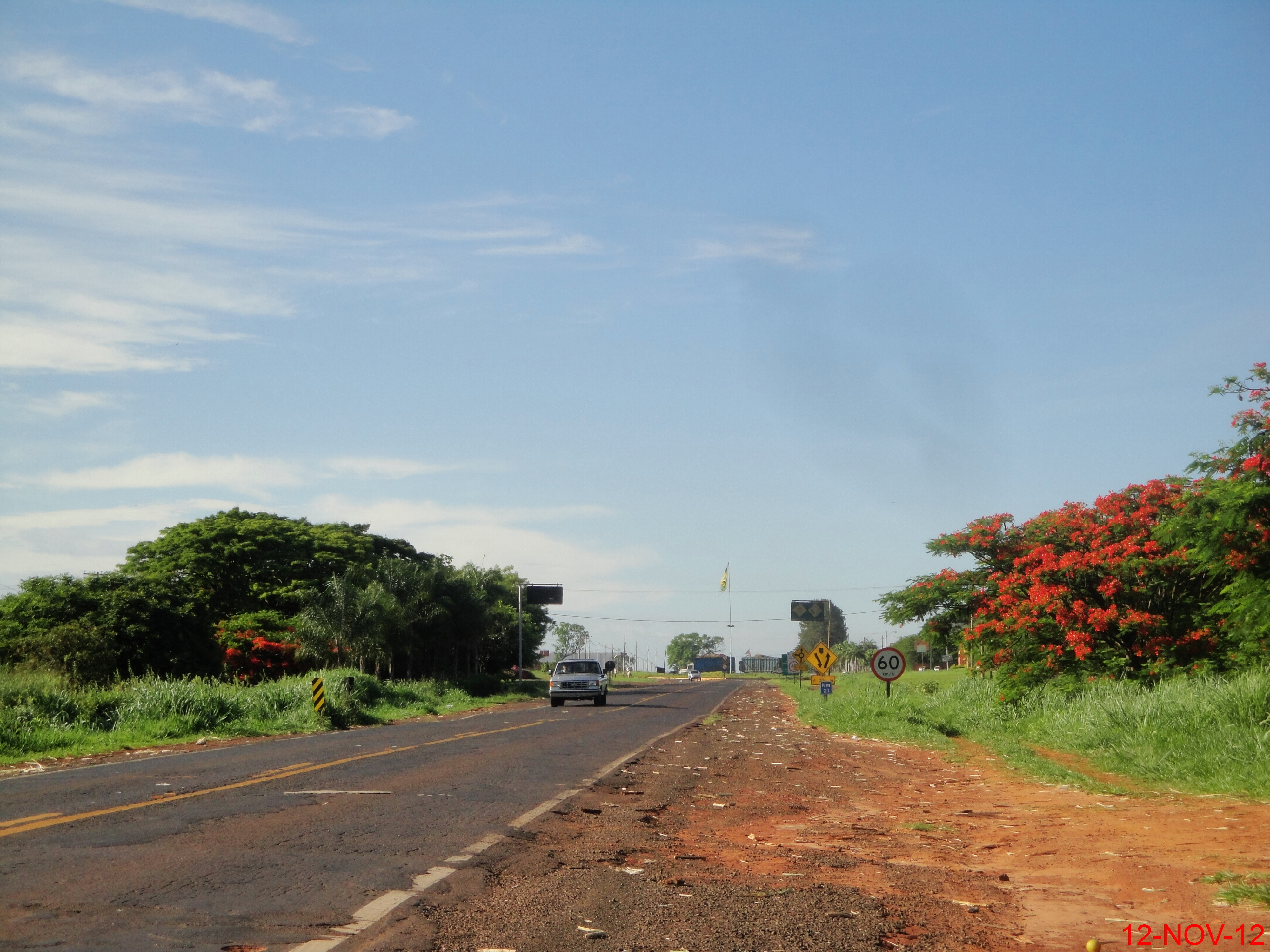
Trecho da SP-317 em Itápolis.

### Extensão
- Km Inicial: 0,000
- Km Final: 22,000

### Localidades atendidas
- Ibitinga
- Itápolis